# 布萊恩·巴特
布萊恩·巴特（Bryan Batt，1963年3月1日—）是美國的一位演員。他最著名的作品是在AMC電視劇廣告狂人中飾演Salvatore Romano。

## 外部連結
- 官方网站
- 布萊恩·巴特在互联网电影资料库（IMDb）上的資料（英文）
- 互聯網百老匯資料庫（IBDB）上布萊恩·巴特的資料（英文）
- Website for Hazelnut, Bryan's store （页面存档备份，存于）